# 23931 Ibuki
23931 Ibuki este un asteroid din centura principală de asteroizi.

## Descriere
23931 Ibuki este un asteroid din centura principală de asteroizi. A fost descoperit pe 21 septembrie 1998 la Stația Anderson Mesa în cadrul programului LONEOS. Asteroidul prezintă o orbită caracterizată de o semiaxă mare de 2,41 ua, o excentricitate de 0,07 și o înclinație de 7,9° în raport cu ecliptica.